# Nikolaj Grigor'evič Ignatov
Nikolaj Grigor'evič Ignatov (in russo Николай Григорьевич Игнатов?; Tišanskaja, 16 maggio 1901, 3 maggio del calendario giuliano – Mosca, 14 novembre 1966) è stato un politico sovietico.

## Biografia
Guardia rossa dal dicembre 1917, combatté nell'Armata Rossa durante la Guerra civile e dal 1921 al 1932 operò nel GPU e nell'OGPU. Fu ammesso al Partito bolscevico nel 1924. Dal 1952 fu membro del Comitato Centrale del PCUS, mentre fece parte della Segreteria dal 1952 al 1953 e dal 1957 al 1960. Dal 1952 al 1953 fu anche Ministro delle riserve dell'URSS e dal 1957 al 1961 membro del Presidium del Comitato centrale del PCUS. Nel 1959 e poi dal 1962 al 1966 fu Presidente del Presidium del Soviet Supremo della RSFS Russa.